# Gruppo di NGC 1511
Il Gruppo di NGC 1511 comprende almeno tre galassie situate nella costellazione dell'Idra Maschio.
La distanza media tra il centro di massa di questo gruppo e la nostra Via Lattea è di circa 65 milioni di anni luce (19,8 Mpc).
Va notato che la galassia NGC 1511 si trova nella stessa regione di cielo di NGC 1511A (ESO 55-5) e NGC 1511B (ESO 55-6). La loro distanza dalla nostra Via Lattea è compresa tra 59 e 61 milioni di anni luce. È pertanto ragionevole pensare che esse formino un tripletto di galassie e si ritiene che Garcia abbia dimenticato di includere NGC 1511B nella sua descrizione.

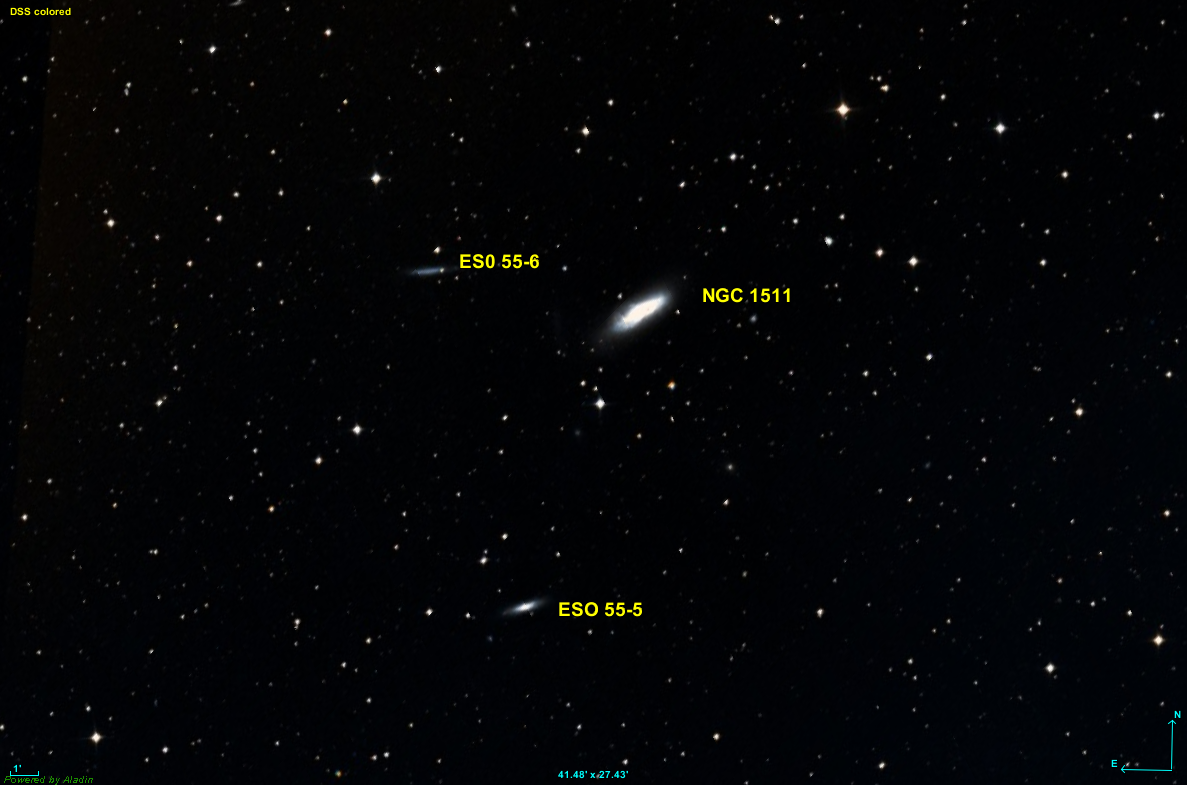
Il terzetto di galassie NGC 1511.

## Membri
Le galassie componenti il gruppo, nell'ordine indicato nell'articolo di Garcia del 1993, sono elencate nella tabella sottostante.
| Nome                  | Classificazione | Tipo                   | RA (J2000.0)  | DEC (J2000.0) | Velocità radiale (km/s) | Magnitudine apparente | Distanza (Mpc) | Dimensioni (kal) |
| --------------------- | --------------- | ---------------------- | ------------- | ------------- | ----------------------- | --------------------- | -------------- | ---------------- |
| NGC 1473              | IB(s)m          | Irregolare magellanica | 03h 47m 26.3s | -68° 13′ 14″  | 1393 ± 10               | 12,9                  | 20,4 ± 1,4     | 41               |
| NGC 1511              | SAa pec?        | Spirale                | 03h 59m 37.0s | -67° 38′ 03″  | 1333 ± 5                | 11,3                  | 19,6 ± 1,4     | 62               |
| NGC 1511A (PGC 14255) | SBa             | Spirale barrata        | 04h 00m 18.6s | -67° 48′ 25″  | 1333 ± 5                | 13,4                  | 19,7 ± 1,4     | 56               |
| NGC 1511B             | SBd? sp         | Spirale barrata        | 04h 00m 54.7s | -67° 36′ 43″  | 1304 ± 3                | 14,5                  | 19,2 ± 1,4     | 35               |

Il sito DeepskyLog permette di trovare agevolmente le costellazioni in cui sono situate le galassie; in alternativa si possono utilizzare le coordinate delle galassie per individuarle. Se non altrimenti indicato, le coordinate sono quelle fornite dal sito NASA/IPAC (National Aeronautics and Space Administration / Infrared Processing and Analysis Center).